# Sorbus latifolia
Sorbus latifolia és una espècie de planta de la família de les Rosàcies endèmica de l'àrea al voltant de Fontainebleau, al sud de París a França, on és coneguda des d'inicis del segle xviii.
Aquest arbre és fruit de la hibridació entre la moixera de guilla (Sorbus aria) i la moixera de pastor (Sorbus torminalis). Es distribueix des de Gran Bretanya fins a la península Ibèrica passant per Hongria. A la península Ibèrica viu aïlladament a la meitat septentrional, als boscos de ribera i fons de vall.
És capaç de créixer a tota mena de substrats, entre els 500 i els 1.000 m. Arriba a mesurar entre 10 i 20 m d'alçada, amb un tronc que pot arribar a fer 60 cm de diàmetre. És caducifoli, amb l'escorça vermellosa, sense pèls de la mateixa manera que les gemmes. Les seves branques joves tenen abundants protuberàncies lenticulars i les seves fulles són simples o ovades. Les flors d'aquesta espècie són blanques i el seu fruit és carnós i ataronjat.